# Pakt für Forschung und Innovation
Der Pakt für Forschung und Innovation (kurz PFI) ist eine Forschungs-Förderinitiative des deutschen Bundes und der Länder, der den außeruniversitären öffentlich geförderten Forschungseinrichtungen Planungssicherheit durch kontinuierliche Etatsteigerungen geben soll. Er betrifft den Etat der Helmholtz-Gemeinschaft, der Max-Planck-Gesellschaft, der Fraunhofer-Gesellschaft, der Leibniz-Gemeinschaft sowie der Deutschen Forschungsgemeinschaft.
Im Gegenzug zur finanziellen Planungssicherheit haben sich die Wissenschaftsorganisationen auf forschungspolitische Ziele verpflichtet; diese sind vor allem:
- bessere Vernetzung im Wissenschaftssystem
- mehr internationale Zusammenarbeit
- mehr Transfer zwischen Wissenschaft und Wirtschaft
- "die besten Köpfe für die Wissenschaft gewinnen"
- Verbesserung der Chancengleichheit[1]

Der erste Pakt für Forschung und Innovation wurde im Juni 2005 beschlossen und lief zunächst von 2006 bis 2010. Im Oktober 2008 wurde von der Gemeinsamen Wissenschaftskonferenz (GWK) die Fortsetzung des Paktes bis 2015 und danach im Oktober 2014 die Fortschreibung als Pakt III von 2016 bis 2020 vereinbart. Im Mai 2019 wurde eine Fortsetzung des Paktes (PFI IV) von 2021 bis 2030 beschlossen. Über die Erreichung der vereinbarten forschungspolitischen Ziele berichten die Wissenschaftsorganisationen in regelmäßigen Monitoring-Berichten, die von der GWK veröffentlicht werden.

## Vorgeschichte
Bereits in den 1990er Jahren gab es den „5x5%-Beschluss“, der den außeruniversitären Forschungsorganisationen für fünf Jahre jährliche Etatsteigerungen um fünf Prozent garantierte. Danach wurden die Etats der Forschungsorganisationen jedes Jahr zwischen Bund und Ländern verhandelt. Als die Bundesregierung unter Kanzler Gerhard Schröder nach der Bundestagswahl 2002 die ausgehandelte Etatsteigerung für 2003 einseitig aussetzte, führte dies zu großem Unmut in der Wissenschaftslandschaft. Daher kündigte Schröder in seiner Bundestagsrede am 14. März 2003 zusammen mit den Reformen der Agenda 2010 an, die Etats der Forschungsorganisationen wieder regelmäßig um drei Prozent steigern zu wollen. Die damalige Bundesforschungsministerin Edelgard Bulmahn griff den Gedanken auf und schlug beim Kongress „Deutschland. Das von morgen“ am 26. Januar 2004 den Pakt für Forschung und Innovation sowie einen Wettbewerb für Spitzenuniversitäten vor. Nach längeren Verhandlungen mit den Ländern wurden der Pakt für Forschung und Innovation und die Exzellenzinitiative im Juni 2005 von den Regierungschefs des Bundes und der Länder beschlossen. Die dafür nötigen zusätzlichen Haushaltsmittel stellte die 2005 neu ins Amt gekommene Bundeskanzlerin Angela Merkel mit der „Offensive der Bundesregierung für Innovation und Wachstum“ bereit, die sechs Milliarden Euro zusätzlich für Forschung und Entwicklung und in der nachfolgenden Wahlperiode noch einmal zwölf Milliarden Euro mobilisierte.